# Basil Chubb
Basil Frederick Chubb (* 8. Dezember 1921 in Branksome, Dorset; † 8. Mai 2002 in Dublin) war ein irischer Politikwissenschaftler und Hochschullehrer.

## Leben und Wirken
Der in England gebürtige Basil Chubb begann sein Studium der Geschichte an der Universität Oxford (Merton College), trat jedoch vor Beendigung seines Studiums im Zweiten Weltkrieg in die Royal Air Force ein und wurde im Februar 1944 als Pilot über Deutschland abgeschossen, überlebte jedoch. Fünfzehn Monate verbrachte er in deutscher Kriegsgefangenschaft, aus der ihm mit etlichen anderen Gefangenen die Flucht gelang. 1946 schloss er sein Studium an der Universität Oxford mit dem Bachelorexamen ab. Das Trinity College Dublin stellte ihn anschließend zunächst als wissenschaftlichen Mitarbeiter ein, um Mittelalterliche Geschichte zu unterrichten, 1948 wurde er dort Dozent für Politikwissenschaft. 1950 erwarb er in Dublin den Magistergrad und promovierte zugleich zum D.Phil. an der Universität Oxford. Seit 1957 war er über lange Zeit Schatzmeister des Trinity College. Im Jahre 1960 wurde er dort zum Professor für Politikwissenschaft berufen und erhielt an dieser Hochschule 1976 noch einen zweiten Doktorgrad (Litt.D.). In den 1970er Jahren wurde Chub irischer Staatsbürger.
Basil Chubb entwickelte in Forschung und Lehre die Politikwissenschaft in Irland in vor allem Richtung empirischer Daten und beschäftigte sich intensiv mit dem politischen System dieses Landes. Regelmäßig wirkte er bei RTÉ in Rundfunk und Fernsehen bei Wahlanalysen in die breite Öffentlichkeit. Außerdem übernahm er Ämter im sozial-karitativen Bereich.

## Veröffentlichungen (Auswahl)
- Parliamentary control of public accounts. In: Parliamentary affairs, Bd. 3 (1949/50), S. 344–351 u. S. 450–457.

- The control of public expenditure. Financial committees of the House of Commons. Clarendon Press, Oxford 1952 (= Dissertation Universität Oxford).
- Vocational reprensentation and the Irish Senate. In: Political studies, Bd. 2 (1954), S. 97–111.
- The independent member in Ireland. In Political studies, Bd. 5 (1957), S. 131–139.
- (Hrsg., mit Patrick Lynch): Economic development and planning. Institute of Public Administration, Dublin 1969.
- The politics & government in Ireland. Stanford University Press, Stanford, Calif. 1970 (3. Aufl. Longman, London 1992, ISBN 0-582-08624-8).
- Cabinet government in Ireland. Institut of Public Administration, Dublin 1974, ISBN 0-902173-61-8.
- Society and the political system. In: Howard Rae Penniman (Hrsg.): Ireland at the polls. The Dáil elections of 1977 (= AEI studies, Bd. 198). American Enterprise Inst. for Public Policy Research, Washington, D.C 1978, S. 1–20, ISBN 0-8447-3300-8.
- The electoral system. In: Ebd., S. 21–34.
- The constitution and constitutional change in Ireland. Institute of Public Administration, Dublin 1979, ISBN 0-902173-85-5.
- (Hrsg.): A source book of Irish government. 2. Aufl. Institute of Public Administration, Dublin 1983, ISBN 0-906980-13-5.
- The politics of the Irish constitution. Institute of Public Administration, Dublin 1991, ISBN 1-872002-85-4.
- (Hrsg.): FIE 50. Federation of Irish Employers, 1942–1992. Gill & Macmillan, Dublin 1992, ISBN 0-7171-1954-8.

Festschrift
- Ronald J. Hill/Michael Marsh (Hrsg.): Modern Irish democracy. Essays in honour of Basil Chubb. Irish Academic Press, Dublin 1993, ISBN 0-7165-2506-2.